# 陈健 (1952年)
陈健（1952年7月—），男，汉族，浙江新昌人，中华人民共和国政治人物。北京第二外国语学院西班牙语专业毕业，高级国际商务师。曾任中华人民共和国商务部副部长。

## 生平
1969年5月参加工作。1976年1月加入中国共产党。1977年起先后在外经部政治部、外经部二局、驻几内亚比绍使馆经参处、经贸部人教局工作，历任驻几内亚比绍使馆经参处工作人员、随员、三秘、二秘，经贸部人事劳动工资局青年干部处、人事教育劳动司干部三处副处长、劳动工资处处长；
1973年至1977就读于北京第二外国语学院西班牙语专业，1977年至1979年于莫桑比克马普托大学学习葡萄牙语。
1992年起任驻阿根廷使馆商务参赞；1994年起历任中国海外工程总公司总经理助理、副总经理；1998年起任外经贸部合作司司长，后任外经贸部、商务部部长助理、党组成员。2008年3月被任命为商务部副部长，主管援外司、合作司、亚洲司、承包商会、咨询协会、合作学会、跨国公司促进会。
2013年6月14日，陈健不再担任商务部副部长、党组成员职务。